# Chiton marquesanus
Chiton marquesanus är en blötdjursart som beskrevs av Henry Augustus Pilsbry 1893. Chiton marquesanus ingår i släktet Chiton och familjen Chitonidae. Inga underarter finns listade i Catalogue of Life.